# Башкорт (газета)
«Башкорт» (Башкиръ, ст. тат. باشقرد, тат. «Башкорт», полное название — «Башкорт иттифаки бюросынын мэхбире» — «Известия башкирского областного бюро») — еженедельная первая башкирская общественно-политическая газета, выходившая на татарском, по другим данным на старотатарском языке, издававшаяся Башкирским областным (центральным) шуро в 1917—1918 годах под редакцией С. Мираса.
Первый номер газеты Башкирского Правительства появился на свет под названием «Башкорт иттифаки бюросынин мэхбире» («Известия Башкирского областного бюро») в июне 1917 года в Оренбурге. В нём была опубликована статья А.-З. Валидова «Башкортларның алдында торган эшләре» («Задачи, стоящие перед башкирами»), которая стала программной для Башкирского национального движения. В июле переименована в «Башкорт» Печатный орган превратился в мощный рупор борьбы за свободу, свою землю и Башкирскую национальную автономию.
Газета «Башкорт» давала информацию о подготовках к Всебашкирским курултаям, конференциям и выборам в Учредительное собрание, также публиковала антивоенные статьи. Она сыграла важную роль в сплочении башкирского народа, став пропагандистом национальных идей. Также газета вела борьбу против татарских националистов.
Газета «Башкорт» открыто выступает против большевиков. После переезда в июне 1918 года Башкирского Правительства, газета начинает издаваться в Челябинске. 20 августа 1918 года было принято решение объединить газеты «Башкорт» и «Башкорт тавыши» и издать новую газету «Вестник Башкирского правительства». Оставшиеся на стороне Колчака башкиры в городе Омск основывают новую газету «Кахарман башкорт», главным редактором которой стал М.-Г. Курбангалиев.

## Редакторы газеты
- Мрясов, Сагит Губайдуллович
- Габитов, Хабибулла Абделькадирович
- Бабич, Шайхзада Мухаметзакирович
- Инан, Абдулкадир